# Eubelum minimum
Eubelum minimum är en kräftdjursart som beskrevs av Arcangeli 1950. Eubelum minimum ingår i släktet Eubelum och familjen Eubelidae. Inga underarter finns listade i Catalogue of Life.